# 厚母元知
厚母 元知（あつも もととも）は、安土桃山時代から江戸時代初期にかけての武士。毛利氏家臣で長州藩士。父は厚母元総。

## 出自
毛利元春の次男である毛利元房を祖とし、元房の子・元光の代から大内氏の麾下に属して、長門国豊西郡厚母郷などに所領を与えられた。元光以降は元秀、元貞、元種、元員、元総、元知と系譜が続く。

## 生涯
毛利氏家臣である厚母元総の子として生まれる。
天正16年（1588年）4月24日、厳島神社に武運長久の祈祷を依頼し、長門国美祢郡内の25石の地を寄進した。
天正20年（1592年）4月から始まる文禄の役に父・元総が従軍して朝鮮へ渡海したが、同年8月17日に戦死した。
父・元総の戦死により、幼少の元知が家督を継いだが、幼少であることを理由に所領を毛利輝元に没収されて牢人となる。しかし、祖母（父・元総の母）から譲られた略系譜や什書などを輝元に見せたことで再び毛利氏に仕えることとなり、元和3年（1617年）9月7日に輝元から「七郎兵衛尉」の官途名を与えられた。
元和8年（1623年）12月26日、輝元は元知が確かに毛利氏の同族であることを毛利秀就に伝え、番衆に加えるよう伝えている。元知は秀就、綱広の二代に仕え、万治3年（1660年）5月6日に死去。長男の元安は19歳で早世し、次男の元貞は宮津藩主・永井尚征に仕えていたため、三男の元昌が後を継いだ。